# Keleti lármáskuvik
A keleti lármáskuvik (Megascops asio) a madarak (Aves) osztályának bagolyalakúak (Strigiformes) rendjébe, ezen belül a bagolyfélék (Strigidae) családjába tartozó faj.

## Rendszerezése
A fajt Carl von Linné svéd természettudós írta le 1758-ban, a Scops nembe Strix asio néven. Sorolták az Otus nembe Otus asio néven is.

## Alfajai
- Megascops asio asio (Linnaeus, 1758) - Kanada délkeleti része. és az USA északkeleti és középső államai
- Megascops asio floridanus (Ridgway, 1873) - Louisiana, Mississippi, Alabama és Florida államok
- Megascops asio hasbroucki (Ridgway, 1914) - az USA déli-középső államai
- Megascops asio maxwelliae (Ridgway, 1877) - Közép-Kanada déli része és az USA északi-középső államai
- Megascops asio mccallii (Cassin, 1854) - Texas déli része és északkelet-Mexikó

## Előfordulása
Észak-Amerika középső és keleti részén, Dél-Kanadától az Amerikai Egyesült Államokon át Mexikó középső részéig. Természetes élőhelyei a mérsékelt övi erdők, szubtrópusi és trópusi cserjések, valamint másodlagos erdők, ültetvények, vidéki kertek és városi régiók. Vonuló faj.

## Megjelenése
Testhossza 25 centiméter, szárnyfesztávolsága 40-61 centiméter, testtömege 121-244 gramm. A fajtán belül a kifejlett állatok színe többnyire a szürkétől a vörösesbarnáig terjed. Ennek az változatosságnak az oka még nem ismert. Időnként még az egy fészekaljból származó testvérek is eltérő színűek. A háti és faroktollazaton sötétbarna csíkok és sávok húzódnak. A fiatal madarak evezőtolla és farka ugyanolyan, mint a kifejlett madaraké. A farok felső része széles sávos, a tollak vége pedig fehér. A fején levő előre álló tollfül ághoz vagy bothoz hasonlóvá teszi a kuvikot, amikor nappal a fán alszik. Szeme sárga, fekete széllel, csőre többnyire világos és erős.

## Életmódja
A legtöbb bagolyhoz hasonlóan éjjel aktív. Kisemlősöket, madarakat és rovarokat zsákmányol.

## Szaporodása
Egyévesen lesz ivarérett. Tavasszal költ úgy, hogy elfoglalja a más madarak fészkét, alkalmanként kihelyezett odúkba is beköltözik. A fészekalj 3-8 tojás, amelyeket a tojó két-három nap különbséggel rak egy odúba, majd 26 nap alatt egyedül költi ki a fiókákat; miközben alatt a hím eteti. A fiatal madarak 30 nap után repülnek ki.

## Természetvédelmi helyzete
Az elterjedési területe rendkívül nagy, egyedszáma ugyan csökken, de még nem éri el a kritikus szintet. A Természetvédelmi Világszövetség Vörös listáján nem fenyegetett fajként szerepel.

## Képek

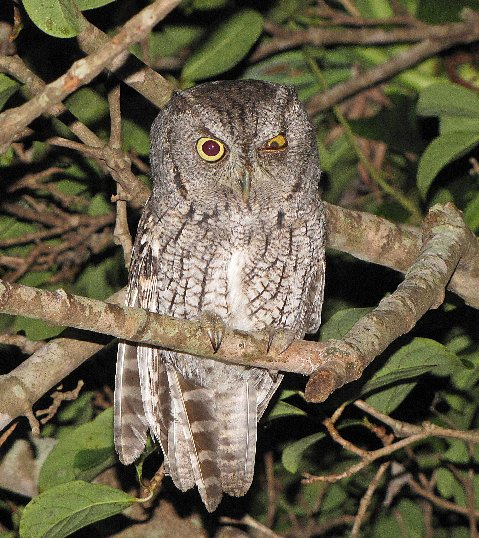
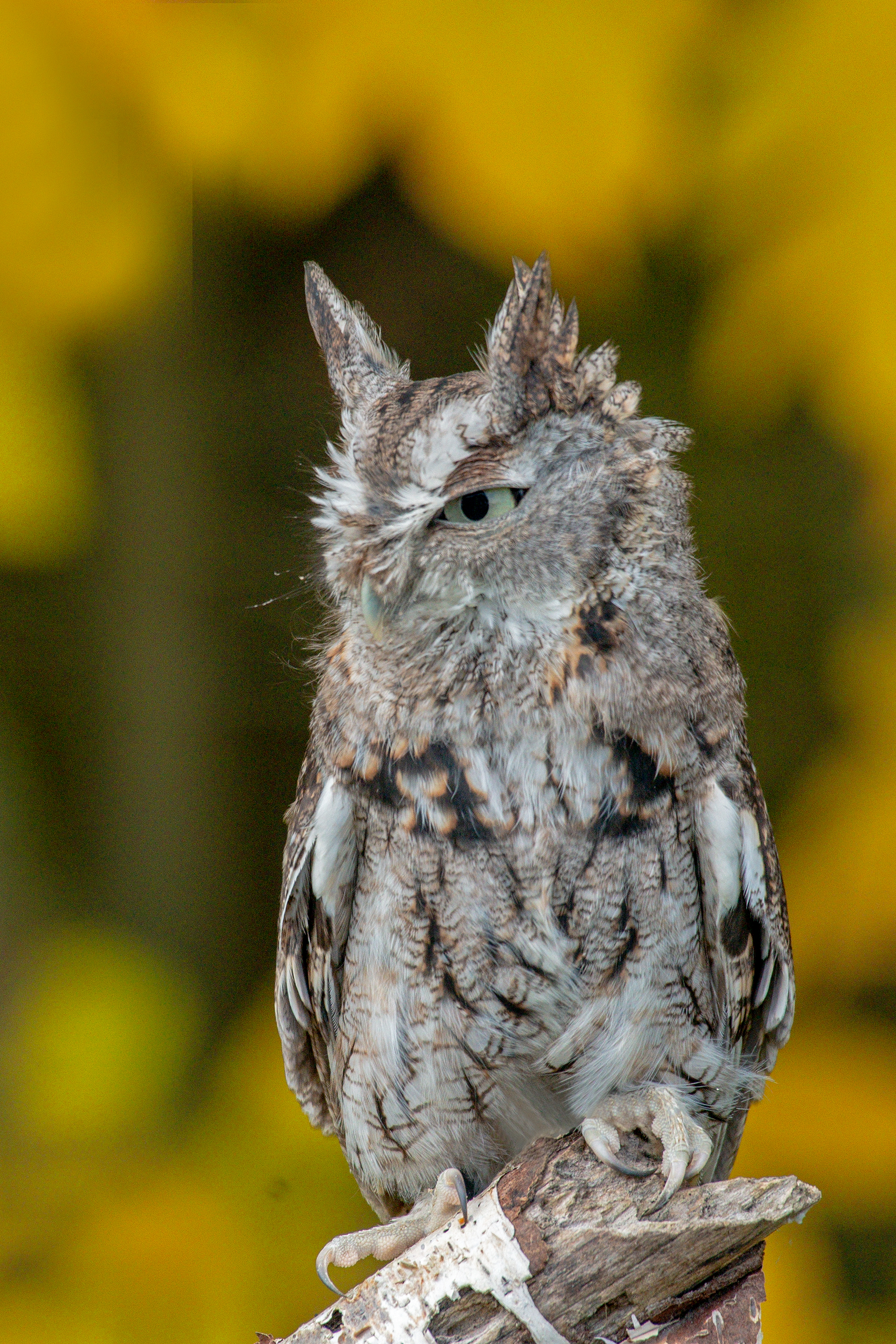
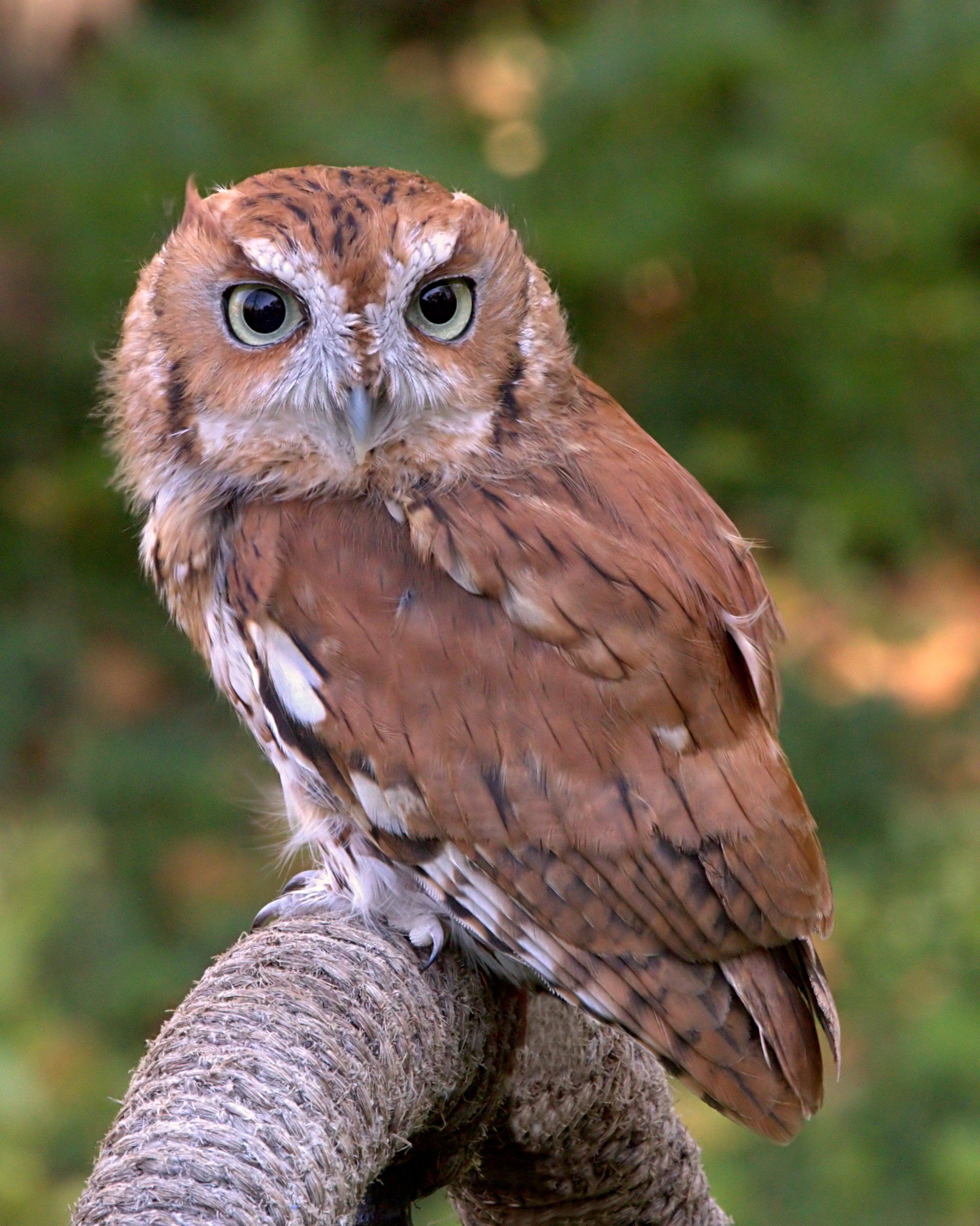
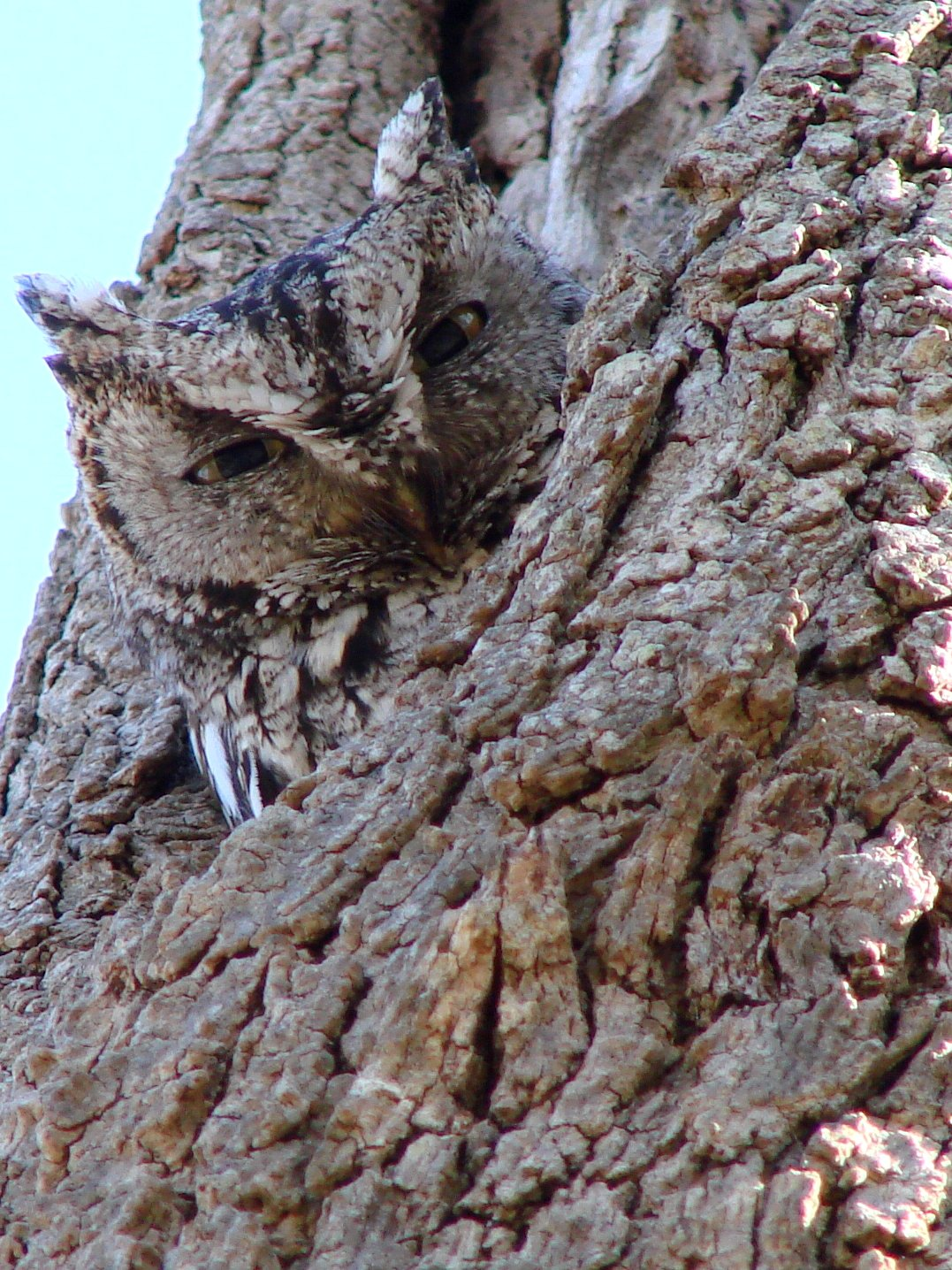
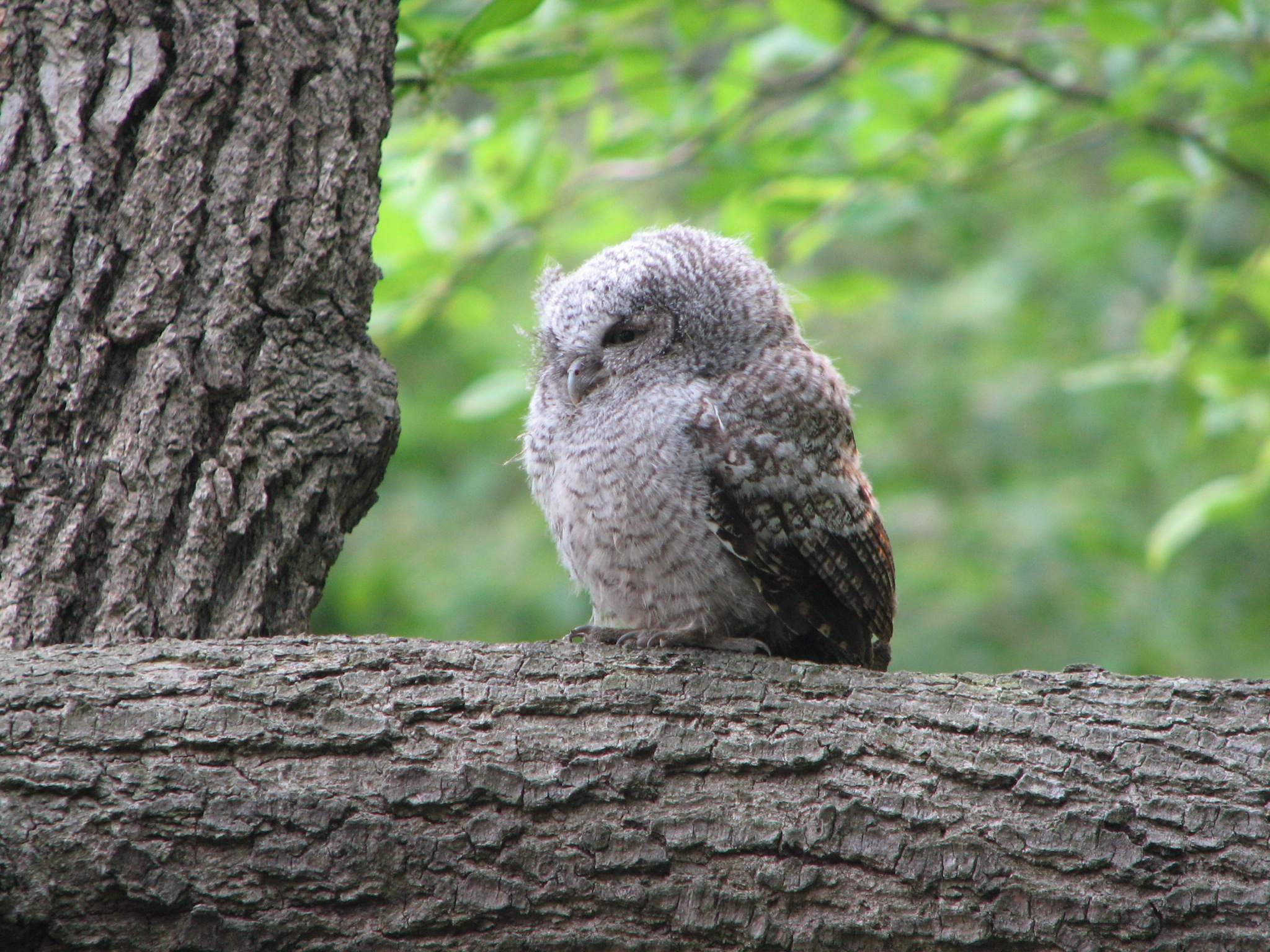
Fióka